# Funil

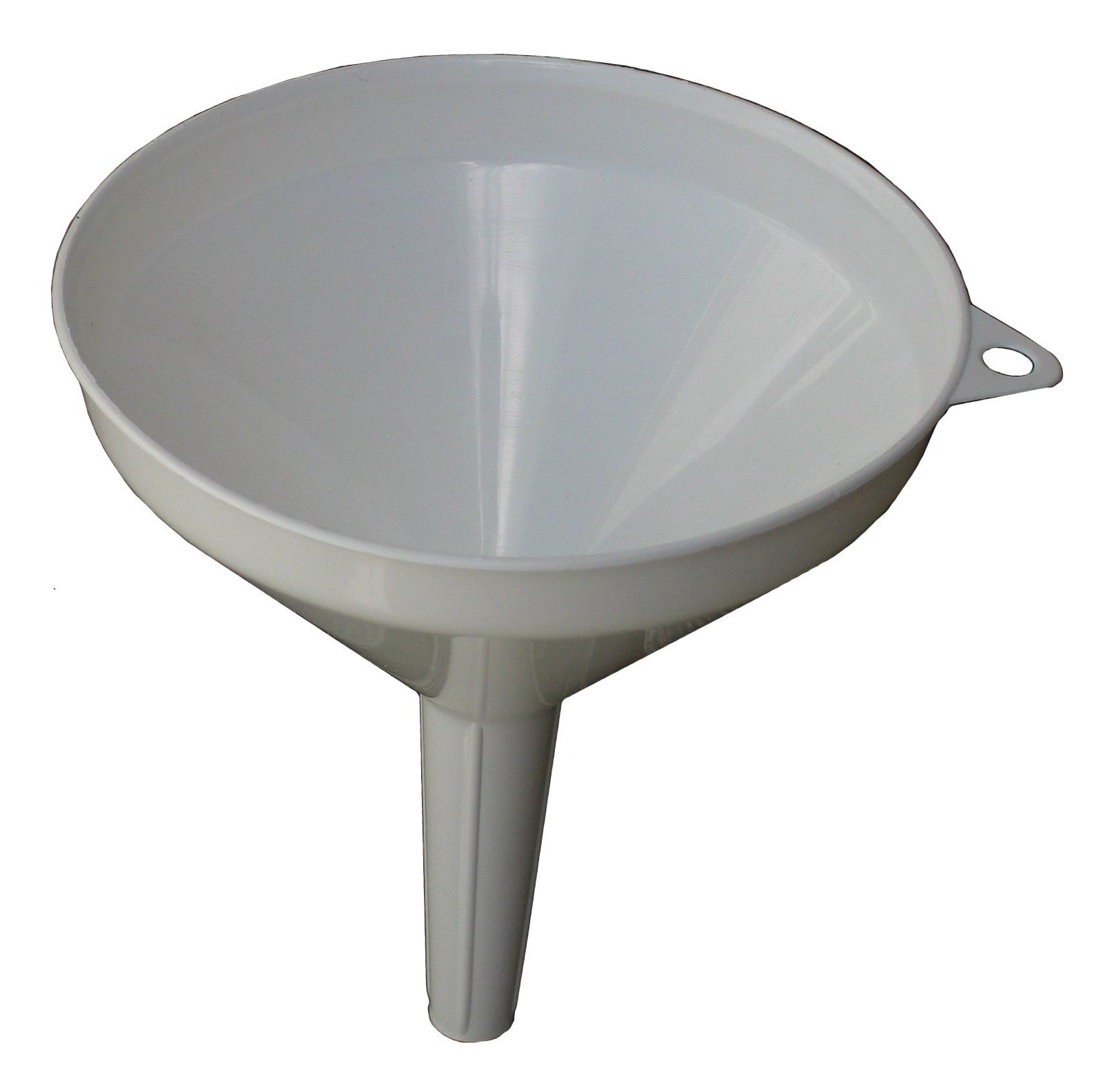
Um funil típico de cozinha

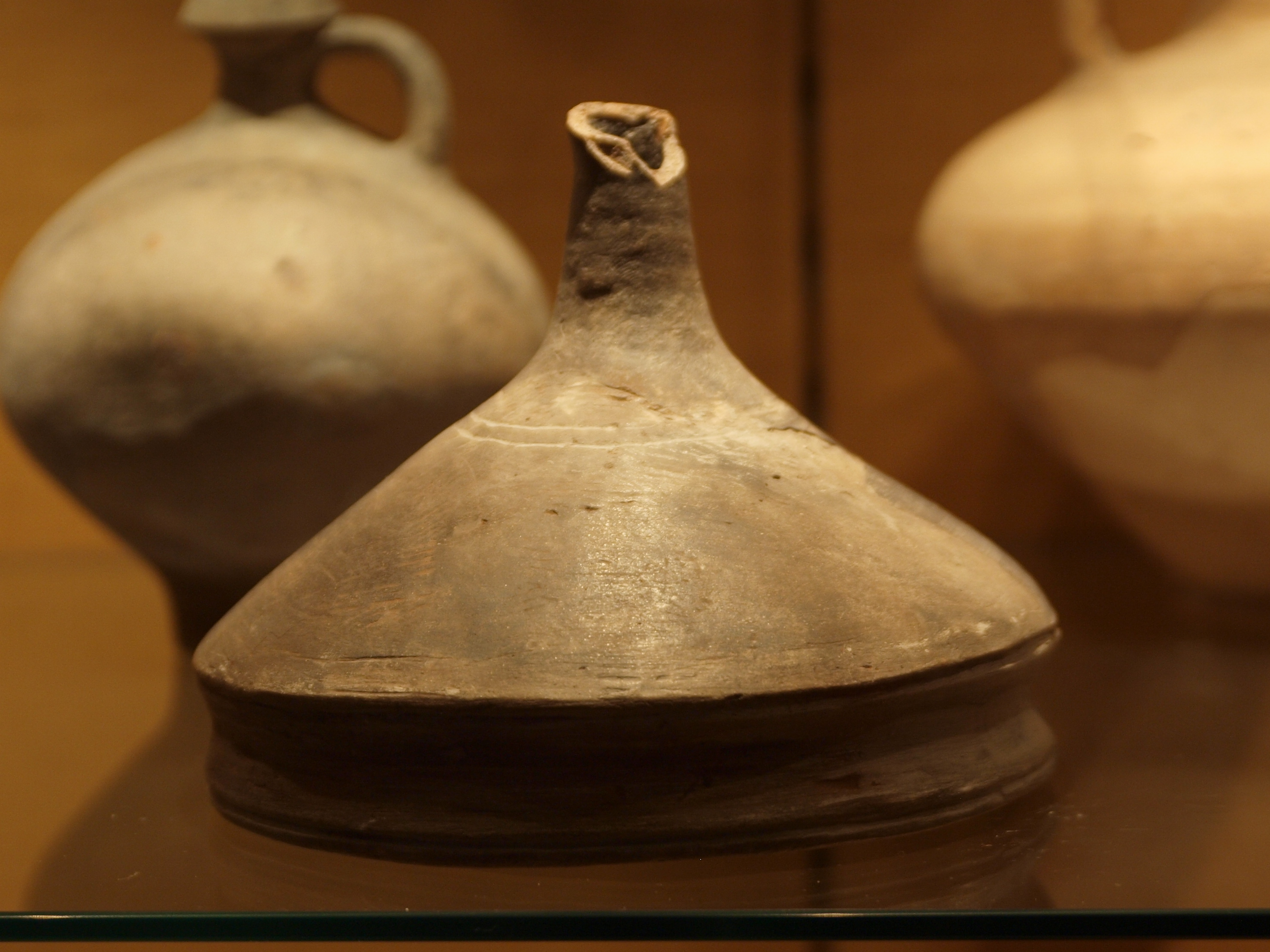
Um funil de cerâmica romano (século I-III d.C.)

Funil é um objeto ou utensílio cônico destinado a transferências de líquido ou substâncias em pó de um recipiente para outro.
Os funis são geralmente fabricados em aço inoxidável, alumínio, vidro ou plástico. O material usado na sua fabricação deve ser suficientemente rígido para suportar o peso da substância sendo transferida, e não deve reagir com a substância. Por este motivo, o aço inoxidável e o vidro costumam ser utilizados na transferência de hidrocarbonetos, enquanto funis de plástico são úteis na cozinha. Às vezes funis de papel descartáveis são usados em situações em que seria difícil limpar adequadamente os funis após o uso, 

## Funis de laboratório
Há muitos tipos diferentes de funil que foram adaptados para aplicações especializadas em laboratório. Para sólidos, um funil com haste curta e larga é mais apropriado, pois ele não entope facilmente.
Quando usados com papel de filtro, os funis de filtração, de Büchner e de Hirsch podem ser usados para remover partículas finas de um líquido, num processo de filtração. Para aplicações mais severas, o papel de filtro pode ser substituído por vidro sinterizado. Funis separadores são usados na extração líquido-líquido. O funil de Berlese-Tullgren é usado para coletar artrópodes da serrapilheira ou de material similar.
O vidro é o material de escolha para aplicações de laboratório devido a ser inerte, comparado a metais e plástico. Entretanto, funis de plástico feitos com o não reativo polietileno são usados na transferência de soluções aquosas. O plástico é usado mais frequentemente para funis de pó que não entrem em contato com solventes quando em uso normal.

## Na cultura

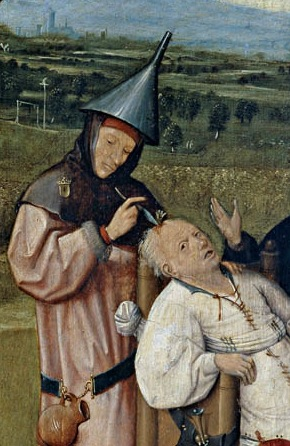
O quadro A Extração da Pedra da Loucura mostra a extração, por um homem usando um chapéu de funil, da pedra da loucura.

O funil invertido é um símbolo da loucura. Ele aparece em muitas representações medievais do louco; por exemplo, nos quadros Navio dos Loucos e Alegoria da Glutonaria e da Luxúria de Hieronymus Bosch.
Na cultura popular, o Homem de Lata na novela O Maravilhoso Mágico de Oz, de L. Frank Baum, na maioria das suas dramatizações, usa um funil invertido como chapéu, embora isso nunca seja mencionado especificamente na história – ele se originou na ilustração original de W. W. Denslow para o livro.
No mundo da computação, um funil é frequentemente usado como ícone para a funcionalidade de “filtro”.